# Bəyaz Əliyeva
Bəyaz Əliyeva (9 giugno 1990) è una pallavolista azera.
Gioca nel ruolo di libero nell'Azərreyl.

## Carriera

### Club
La carriera da professionista di Bəyaz Əliyeva inizia nella stagione 2013-14, quando debutta nella Superliqa azera con la maglia del Telekom Baku. Nella stagione seguente passa al Rabitə Baku, aggiudicandosi lo scudetto, per poi fare ritorno al Telekom Baku nel campionato 2015-16.
Nella stagione 2017-18 approda al neonato Abşeron, mentre nella stagione seguente difende i colori dell'Azərreyl, conquistando lo scudetto.

### Nazionale
Nel 2018 riceve le prime convocazioni nella nazionale azera, con cui nel 2022 vince la medaglia di bronzo ai Giochi della solidarietà islamica.

## Palmarès

### Club
- Campionato azero: 2

2014-15, 2018-19

### Nazionale (competizioni minori)
- Giochi della solidarietà islamica 2021